# Корреа де Араухо, Франсиско

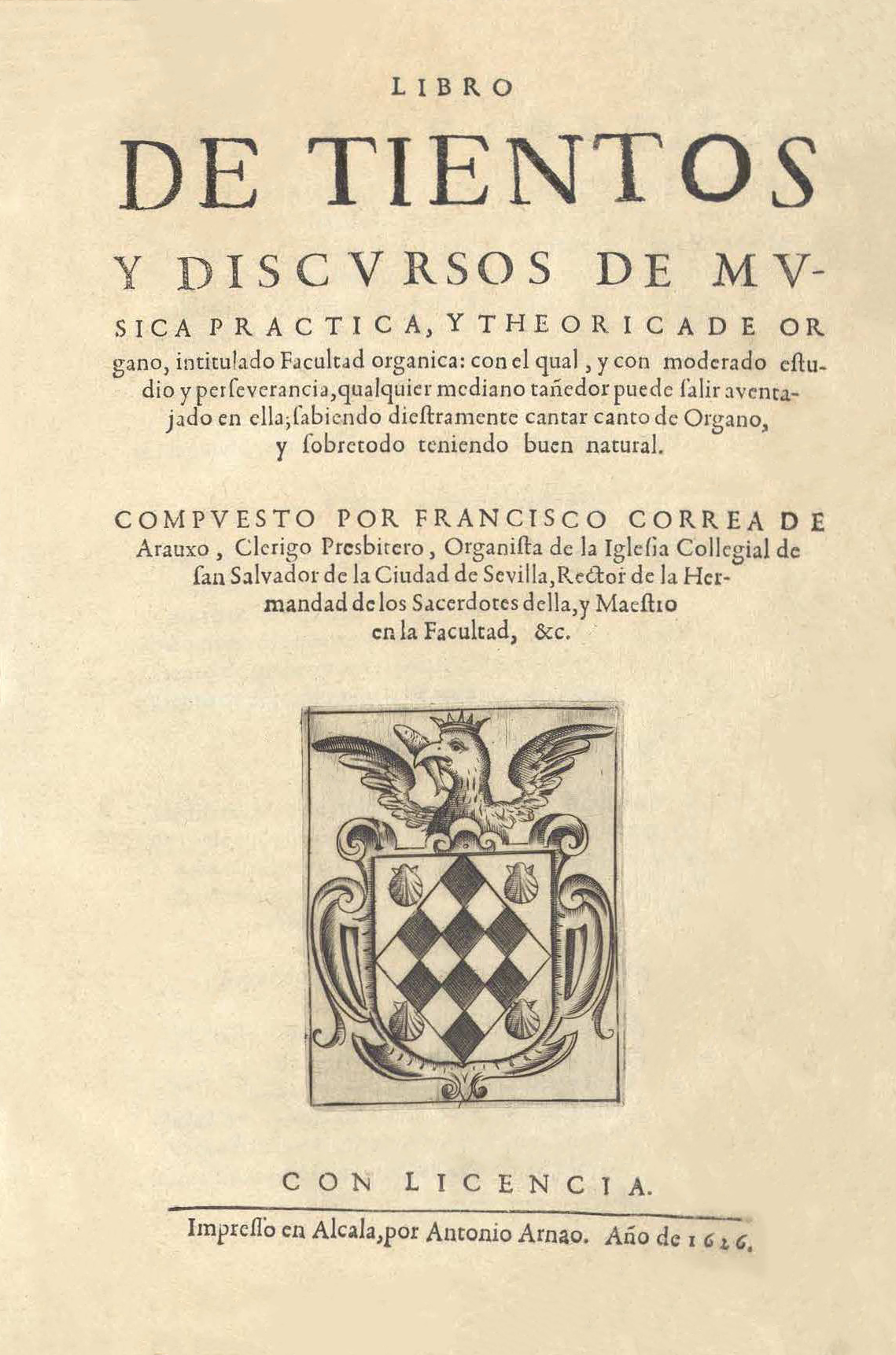
Libro de tientos y discursos de musica practica y theoríca de organo (1626).

Франсиско Корре́а де Ара́ухо (исп. Francisco Correa de Arauxo; ок. 1576, Севилья — 31 октября 1654, Сеговия) — испанский композитор, органист, музыкальный педагог.

## Очерк биографии и творчества
В 1599 г. Корреа де Араухо получил назначение на пост органиста в (бывшей) коллегиальной церкви Сан-Сальвадор своего родного города, но был вынужден затеять многолетнюю судебную тяжбу с соперником, органистом Хуаном Пикафортом (Picafort). В 1605 г. получил долгожданный пост, который занимал (с перерывами) до 1636 года. В 1608 рукоположён в священники. В 1636-40 гг. занимал должность органиста в кафедральном соборе Хаэна, с 1640 г. до конца жизни — органиста в кафедральном соборе Сеговии, где в 1654 г. умер в бедности, причём его завещание не содержит никаких распоряжений относительно его музыки. 
Сохранившиеся сочинения Корреа де Араухо написаны для органа. Все они опубликованы в книге «Libro de tientos y discursos de música practica y theorica de organo intitulado Facultad organica» (1626), которая представляет собой одновременно нотный сборник и пособие по игре на органе. Из 69 пьес нотного сборника 62 написаны в жанре тьенто (органной фантазии), остальные представляют собой интабуляции вокальных «шлягеров». Корреа де Араухо демонстрирует владение техническими новациями своего времени, в том числе использует так называемую разделённую клавиатуру (в оригинале — medio registro), где ниже точки деления звучал один тембр, а выше неё — другой. В музыке композитора отмечают ту же тягу к новациям (особенно в последних — композиционно наиболее сложных — пьесах сборника) — диссонирующее увеличенное трезвучие, переченье (теоретически описывал его как исп. punto intenso contra remisso), особые виды ритмического деления. В теоретической части  «Libro de tientos» Корреа де Араухо обсуждает технику орнаментики, notes inégales (в исполнительской интерпретации — отступления от «приписанных» длительностей), регистровку, применение разных ладов и ключевых знаков в одновременности.

## Издания сочинений
- Libro de tientos y discursos de musica practica (1626), for organ. Estudio y transcripción Miguel Bernal Ripoll. Vls. 1-3. Madrid: Soc. Española de Musicologia, 2005; 2nd ed. 2013.

## Дискография
- Organ works / Bernard Foccroulle  / 1992 Valois. V 4646
- Correa in the New World: The Complete Organ Works of Francisco Correa de Arauxo / Robert Bates / 2017 Loft.